# アンター・ヤヒア
アンタル・ヤヒア（アラビア語: عنتر يحيى、Antar Yahia、1982年3月21日 - ）は、フランス・オー＝ラン県ミュルーズ出身のサッカー選手。ポジションはDF。
FIFAが改正した国籍変更ルールで最初に代表を変更した選手である。

## 来歴

### クラブ
地元のFCソショーの下部組織からインテル・ミラノの下部組織に移るも1年でコルシカ島のSCバスティアに移籍しプロデビューを果たす。その後、SCバスティアがリーグ・ドゥに降格するとOGCニースに移籍。さらに出場機会を求め2007年1月VfLボーフムにレンタル移籍し、活躍が認められ夏に完全移籍した。
2014年1月、プラタニアスFCに移籍した。

### 代表
世代別フランス代表でプレーした後、2004年1月15日にマリ代表戦でアルジェリア代表デビューを飾るとアフリカネイションズカップ2004に出場した。
2010 ワールドカップ予選・プレーオフのエジプト戦では決勝ゴールを挙げ、アルジェリアのワールドカップ出場に貢献した。

## 代表歴

### 出場大会
- アルジェリア代表
  - 2010 FIFAワールドカップ

### 試合数
- 国際Aマッチ 53試合 6得点（2004年-2012年）[3]

| アルジェリア代表 | 国際Aマッチ | 国際Aマッチ |
| 年               | 出場        | 得点        |
| ---------------- | ----------- | ----------- |
| 2004             | 13          | 0           |
| 2005             | 3           | 1           |
| 2006             | 4           | 0           |
| 2007             | 6           | 1           |
| 2008             | 8           | 2           |
| 2009             | 6           | 1           |
| 2010             | 9           | 0           |
| 2011             | 3           | 0           |
| 2012             | 1           | 1           |
| 通算             | 53          | 6           |